# Mospyne
Mospyne (ukr. Моспине) – miasto na Ukrainie w obwodzie donieckim. Od 2014 znajduje się pod kontrolą Donieckiej Republiki Ludowej.

## Demografia
- 2012 – 10 741
- 2014 – 10 745[1]